# 好样的乔·贝尔
是2020年的美国传记公路片，雷纳尔多·马库斯·格林执导，戴安娜·奥萨娜与拉里·麦克默特里编剧，马克·沃尔伯格、里德·米勒、康妮·布里顿主演。影片改编自真人真事，讲述父亲乔·贝尔徒步跨越全美，纪念受辱自尽的同志儿子贾丁·贝尔。影片于2020年9月14日在2020年多倫多國際影展首映，2021年7月23日由路边景点在美国发行。
影片获得褒贬不一的评价，部分观点认为影片卖相好、鼓舞人心，其他观点则觉得抽象、做作。

## 剧情
2013年5月，爱达荷州特温福尔斯，乔·贝尔与15岁的儿子贾丁·贝尔走路到峡谷岭高中上学。乔坐在学校大礼堂作关于容忍及霸凌危害的报告，儿子坐在后排观看。到了晚上，两人在高速公路扎营，方便第二天继续报告，期间贾丁批评他的演讲谎话连篇。
九个月前，俄勒冈州拉格兰德，贾丁跟父亲说自己在学校遭到霸凌，因为自己是同性恋。乔让他了解如何保护自己，学会顺其自然，认为事情很快就会过去。贾丁的母亲萝拉不同意，表示不管如何都会爱儿子。乔和萝拉让贾丁加入啦啦队，但贾丁后来看到父亲和他的老友玛茜在前院练习啦啦操时，觉察到父亲脸上有一丝尴尬，于是把他们叫到后院练习。乔向贾丁保证自己会做一位更加出色的父亲。
时间回到早些时候，乔和贾丁行走在爱达荷州南部的高速公路上，一边哼唱着Lady Gaga的《Born This Way》，一边欢快地跳着舞，之后在一家餐厅逗留用餐。餐厅里的电视放着同性婚姻的新闻，引来顾客一阵嘲笑。乔想顺便教育大家，但被儿子劝阻，觉得这不会改变那些人的思想。儿子认为，无论是参加讲座的人，还是在餐厅里吃饭的大人小孩，都需要对所有人保持宽容、包容的态度，无论他们有着怎样的社会地位。
回到2012年，贾丁和玛茜参加朋友们的万圣节派对，爱上橄榄球运动员钱斯·戴维森。两人来到后院，钱斯抽了一根烟，贾丁吻了他，双方随即亲热一番。在学校的橄榄球比赛上，贾丁为球队加油打气，不料被人群质问嘲笑，父亲和母亲尴尬离场。后到家中，贾丁一边抽着烟，一边看社交媒体上骂他的留言，后来弟弟约瑟夫过来安慰。
旅程中，乔表示支持贾丁参加啦啦队活动，但贾丁质问父亲那一次为什么在儿子被运动员嘲笑的时候中途离场。两人来到另一处露营地吃晚餐，天空下起大雨，两人在雨中玩起贾丁学校的啦啦操，玩得不亦乐乎。回到2012年，贾丁钻进钱斯的卡车，一起商讨之后各自读大学的事情。钱斯建议结束这段感情，贾丁则担心父母发现他们的关系。回到现在，父子俩来到犹他州盐湖城，找到一间酒店落脚，贾丁待在酒店房间，乔则去同性恋酒吧。酒吧里，乔认识一些顾客，跟他们聊起这趟旅程。被问到为什么不把儿子带来时，乔说他死了，证明贾丁的存在完全是乔的想象。之后乔独自一人踏上旅程。
萝拉和乔瑟夫来到乔的家，一起去看牛仔竞技表演，看得十分开心。萝拉交给乔一张字条，是霸凌贾丁的男孩写的，上面写满了歉意。看完这张留在贾丁坟墓的字条，乔开始痛恨霸凌儿子的人，气愤得大叫起来。萝拉让他搞清楚到底是为了名气而徒步，还是为了儿子，如果是为了儿子徒步，儿子会告诉他什么时候回家。之后萝拉和约瑟夫一同离开，乔继续旅程，到各地演讲，接受各档新闻节目的采访，名气大增，期间手推车被偷。萝拉打电话给乔，说找到贾丁写的论文，还读给他听，里面写满贾丁与众不同、被人霸凌的感受，表达了想结束这一切的急切心情。
在倒叙镜头中，贾丁在更衣室被几个运动员殴打。父母陪他找校长，对方建议他要么转学，要么去接受治疗。她还建议不要找媒体，不然男孩们会在社交媒体上继续霸凌贾丁。一天早上，萝拉发现贾丁自杀留下的遗言，一位慢跑者发现了他的遗体，是在当地小学的操场上用秋千自缢的。贾丁死后的一天夜里，乔拿着一把枪走进車裡，被约瑟夫阻止，把枪拿走，乔来到贾丁自杀的小学。沮丧之中，乔跟萝拉说自己为了贾丁，已决定横跨整个美国到纽约，唤醒大众对霸凌的意识。他说自己之所以去纽约，是因为贾丁生前说长大后要到那里生活。
回到2013年，乔打电话给萝拉，说自己走不下去，想回家了，萝拉则说服他为了贾丁继续走下去。后来名叫吉姆的男子把手推车还给了他。警長盖瑞·威斯汀（Gary Westin）停车过来调查时，乔说自己已经走了6个月，到处做关于霸凌的演讲。威斯汀给他招呼了一顿热饭，还安排他到当地的高中演讲。威斯汀说自己的儿子威尔也是同性恋，所以对贾丁的事情深有同感。威斯汀说自己如今也觉得儿子曾考虑到自杀，如果他真的做了，自己也不会活到现在。乔说自己从未没有跟贾丁说自杀是合适的解决方法，让他与这种想法共存，并敦促威斯汀不要犯同样的错误。
乔继续徒步，再次见到贾丁。乔表示道歉，贾丁则说自己永远知道父亲爱他，只是自己太痛苦了。父子两人最终和解。之后乔打电话给萝拉，说自己爱他们，感谢他们一直容忍自己，答应会保持联系。结果到了2013年10月9日，威斯汀接到报警电话赶赴事故现场，发现乔被一位睡眼蒙眬的卡车司机撞死了。
影片结尾处，乔和贾丁在田野里散步，沐浴着阳光离开。

## 阵容
- 馬克·華伯格 饰 乔·贝尔（Joe Bell）
- 里德·米勒（Reid Miller）饰 贾丁·米勒（英语：Jadin Bell）
- 约翰·穆雷（John Murray）饰 迷路的男孩
- 康妮·布里顿（英语：Connie Britton） 饰 萝拉·贝尔（Lola Bell）
- 麦克斯韦·詹金斯（英语：Maxwell Jenkins） 饰 约瑟夫·贝尔（Joseph Bell）
- 蓋瑞·辛尼茲 饰 威斯汀警长（原型为Tom Nestor警长）
- 布莱恩·梅耶（Blaine Maye）饰 鲍伊·班克斯（Boyd Banks）
- 阿什·桑托斯（英语：Ash Santos） 饰 金（Kim）
- 伊格比·里格尼（Igby Rigney）饰 钱斯·戴维森（Chance Davidson）
- 摩根·莉莉（英语：Morgan Lily） 饰 玛茜（Marcie）
- 斯考特·史密斯（Scout Smith）饰 科琳（Colleen）
- 凯茜·贝克（Cassie Beck）饰 斯威夫特女士（Mrs. Swift）
- 查尔斯·哈尔福德（英语：Charles Halford） 饰 威尔（Will）
- 塔拉·巴克（Tara Buck）饰 玛丽·艾薇（Mary Ivy）

## 制作
2015年4月，消息指凯瑞·福永将担任影片导演，戴安娜·奥萨娜和拉里·麦克默特里编剧。另外，福永还担任影片执行制片人，丹妮拉·塔普林·伦德伯格、伊娃·玛丽亚·丹尼尔斯、丽瓦·马克通过VisionChaos和Parliament of Owls公司担任制片人。A24负责影片的制作及发行。
2019年4月，馬克·華伯格、里德·米勒、康妮·布里顿、麦克斯韦·詹金斯、蓋瑞·辛尼茲加盟剧组。雷纳尔多·马库斯·格林接替福永担任导演，福永保留执行制片人职务，沃尔伯格、杰克·吉林哈尔和斯蒂芬·莱文森担任制片人，A24不再参与发行及制片。主体拍摄于2019年4月15日开始，5月24日结束。

## 发行
2020年9月14日，影片以《好样的乔·贝尔》（Good Joe Bell）的暂定名称在2020年多倫多國際影展全球首映。不久后，至日工作室以2000万美元买下影片发行权。影片定于2021年2月19日发行，随后撤档。2021年5月，消息指路边景点买下影片发行权，定于2021年7月23日上映，线上发行则于影片放映结束后进行，由垂直娱乐负责。

## 评价

### 票房
影片首周末在1094家影院收获67.4万美元票房，位列票房榜第11位。

### 专业评价
汇总媒体烂番茄根据121条评论打出39%的新鲜度，平均得分5.5/10。网站共识写道：“《好样的乔·贝尔》发自内心的消息及里德·米勒激动人心的突破性演绎被公式化的剧情不幸低估。”Metacritic收录25条评论，打出54/100的平均得分，表示“褒贬不一或口碑平平”。PostTrak评分79%，观众推荐度57%。
《影音俱乐部》的A·A·道德（A. A. Dowd）打出“C”级评分，认为影片的中心思想传递得很正确，但开头有点云里雾里，似乎有点不知所云，仿佛不知道如何把从头条新闻摘下来的故事转化成令人满意的戏剧。《TheWrap》斯蒂夫·庞德（Steve Pnd）认为影片展现出心胸开阔、毫无非议的情感故事，讲述一个男子竭力搞清楚发生在儿子身上的事情，找出参与事情的人，沿途一些炸裂点或是轻柔地处理，或是像一记重击。
《综艺》彼得·德布鲁日（Peter Debruge）的评价更为严苛，说影片像“旧时的电视电影一样，是说教性的反霸凌情景剧”，如果放在1980年代刚上映时会买得很好，然而随着15年后《断背山》上映，影片感觉上是大退步。